# Saint-Bénigne
Saint-Bénigne es una comuna francesa situada en el departamento de Ain, de la región de Auvernia-Ródano-Alpes.

## Demografía
| 690 | 663 | 631 | 702 | 823 | 817 | 1 072 | 1 226 | 1 265 |
| Para los censos de 1962 a 1999 la población legal corresponde a la población sin duplicidades (Fuente: INSEE [Consultar]) |     |     |     |     |     |       |       |       |

Forma parte de la aglomeración urbana de Pont-de-Vaux